# Johnny Galecki
John Mark Galecki, dit Johnny Galecki, est un acteur et producteur américain, né le 30 avril 1975 en Belgique.
Il est surtout connu pour ses rôles de David Healy dans la sitcom Roseanne, Rusty Griswold dans Le sapin a les boules (National Lampoon's Christmas Vacation) et Leonard Hofstadter dans la sitcom The Big Bang Theory.

## Biographie
Johnny Galecki est né à Brée (Belgique), de parents américains. Il descend d'une famille aux origines polonaise, irlandaise et italienne.
Sa mère, Mary Lou, est consultante en immobilier et son père, Richard Galecki, était membre de l'U.S. Air Force basé en Belgique. Galecki déménage avec sa famille à Oak Park (Illinois) lorsqu'il a 3 ans. Il a une sœur plus jeune, Alison, et un frère plus âgé, Nick. Johnny Galecki est végétarien.
Durant une interview, Johnny Galecki explique que, pendant son enfance, il adorait raconter de longues histoires. Son grand frère le soumettait parfois au jeu du silence, pour voir combien de temps il pourrait tenir sans parler. Galecki pense que même si sa mère l'aimait beaucoup, elle était assez dure. Elle lui disait parfois : « Je t'aime. Maintenant dégage ».

## Vie privée
Johnny Galecki a été en couple pendant un an avec l'actrice Sara Gilbert, lorsqu'ils avaient 16 ans. Ils s'étaient rencontrés sur le tournage de la sitcom Roseanne.
Par la suite, il a fréquenté l'actrice canadienne Laura Harris, de 1996 à 1998.
En juillet 2007, il a entamé une relation avec sa partenaire dans The Big Bang Theory, Kaley Cuoco. Ils poursuivent secrètement leur histoire d'amour jusqu'à leur séparation en décembre 2009.
Il devient le compagnon de l'actrice Kelli Garner en septembre 2011. Ils se séparent trois ans plus tard en août 2014.
Très discret sur sa vie privée depuis sa séparation avec l'actrice Kelli Garner, Johnny Galecki officialise en août 2018 sa relation avec Alaina Marie Meyer, un mannequin de vingt-deux ans sa cadette. En mai 2019, le couple annonce sur les réseaux sociaux qu'ils attendent leur premier enfant. Le 4 décembre 2019, sa compagne accouche d'un petit garçon, prénommé Avery. En novembre 2020, la presse annonce la séparation du couple.

## Filmographie

### Cinéma
- 1988 : Jimmy Reardon de William Richert : Toby Reardon
- 1989 : Prancer de John D. Hancock : Billy Quinn
- 1989 : Le sapin a les boules (National Lampoon's Christmas Vacation) de Jeremiah S. Chechik : Russell Griswold (« Rusty »)
- 1997 : Bean de Mel Smith : Stingo Wheelie
- 1997 : Suicide Kings de Peter O'Fallon : Ira Reder
- 1997 : Souviens-toi... l'été dernier (I Know What You Did Last Summer) de Jim Gillespie : Max Neurick
- 1998 : Sexe et autres complications (The Opposite of Sex) de Don Roos : Jason Bock
- 2000 : Playing Mona Lisa de Matthew Huffman : Arthur
- 2000 : Un amour infini (Bounce) de Don Roos : Seth
- 2001 : Morgan's Ferry de Sam Pillsbury : Darcy
- 2001 : Vanilla Sky de Cameron Crowe : Peter Brown
- 2003 : Bookies de Mark Illsley : Jude
- 2004 : Chrystal de Ray McKinnon : Barry
- 2005 : Happy Endings de Don Roos : Miles
- 2008 : Hancock de Peter Berg : Jeremy
- 2009 : Les Colocataires (Table for Three) de Michael Samonek : Ted
- 2011 : Time Out d'Andrew Niccol : Borel
- 2013 : CBGB de Randall Miller : Terry Ork
- 2017 : The Master Cleanse de Bobby Miller : Paul
- 2017 : Le Cercle : Rings (Rings) de F. Javier Gutiérrez : Gabriel
- 2019 : Mes autres vies de chien (A Dog's Journey) de Gail Mancuso : Henry

### Télévision
- 1987 : Murder Ordained (téléfilm) : Doug Rule
- 1990 : Confiance aveugle (en) (Blind Faith) (téléfilm) : John Marshall
- 1990 : American Dreamer (série) : Danny Nash
- 1990 : In Defense of a Married Man (téléfilm) : Eric
- 1991 : Petite Fleur (Blossom) (série) : Jason
- 1991 : Les Mamas en délire (Backfield in Motion) (téléfilm) : Tim Seavers
- 1992 : Billy (téléfilm) : David
- 1992-1997 : Roseanne (série) : David Healy
- 1993 : A Family Torn Apart : Daniel Hannigan
- 1994 : Without Consent (téléfilm) : Marty
- 1996 : Murder at My Door (téléfilm) : Teddy McNair
- 2000 : Batman, la relève (Batman Beyond) (série) : Knux (voix)
- 2000 : The Norm Show (série) : Dale Stackhouse
- 2001 : Bagtime (téléfilm)
- 2002 : Two Families (téléfilm)
- 2002 : Becoming Glen (téléfilm) : Glen
- 2004 : LAX (série) : Leland Pressman
- 2005 : Earl (My name is Earl) (série) : Scott le golfeur
- 2005 : Peep Show (téléfilm) : Mark
- 2005-2006 : La Star de la famille (Hope & Faith) (série) : Jay
- 2006 : American Dad! (série) : Arnie
- 2006-2007 : My Boys (série) : Trouty
- 2007-2019 : The Big Bang Theory (série) : Leonard Hofstadter (280 épisodes)
- 2008 - 2010 : Entertainment Tonight (4 épisodes) : Lui-même
- 2009 : Les Griffin (série) : Leonard Hofstadter (voix)
- 2011 : Entourage (série) : Lui-même

### Producteur
- 2001 : Bagtime (téléfilm)

## Distinctions

### Récompenses
- 1994 : Young Artist Awards du meilleur jeune acteur dans une série télévisée comique pour Roseanne (1992-1997).
- TV Land Awards 2008 : Lauréat du Prix Innovator dans une série télévisée comique pour Roseanne (1992-1997) partagé avec Roseanne Barr, Sarah Chalke, Michael Fishman, Sara Gilbert, John Goodman, Alicia Goranson et Martin Mull.
- 17e cérémonie des Satellite Awards 2012 : Meilleur acteur dans une série musicale ou comique pour The Big Bang Theory (2007-2019) pour le rôle du Dr Leonard Hofstadter.

### Nominations
- 1993 : Young Artist Awards du meilleur jeune acteur dans une série télévisée comique pour Roseanne (1992-1997).
- 1995 : Young Artist Awards du meilleur jeune acteur dans une série télévisée comique pour Roseanne (1992-1997).
- 63e cérémonie des Primetime Emmy Awards 2011 : Meilleur acteur dans une série télévisée comique pour The Big Bang Theory (2007-2019) pour le rôle du Dr Leonard Hofstadter.
- 69e cérémonie des Golden Globes 2012 : Meilleur acteur dans une série musicale ou comique pour The Big Bang Theory (2007-2019) pour le rôle du Dr Leonard Hofstadter.
- 18e cérémonie des Screen Actors Guild Awards 2012 : Meilleure distribution pour une série comique pour The Big Bang Theory (2007-2019) partagé avec Mayim Bialik, Kaley Cuoco, Simon Helberg, Kunal Nayyar, Jim Parsons et Melissa Rauch.
- 19e cérémonie des Screen Actors Guild Awards 2013 : Meilleure distribution pour une série comique pour The Big Bang Theory (2007-2019) partagé avec Mayim Bialik, Kaley Cuoco, Simon Helberg, Kunal Nayyar, Jim Parsons et Melissa Rauch.
- 20e cérémonie des Screen Actors Guild Awards 2014 : Meilleure distribution pour une série comique pour The Big Bang Theory (2007-2019) partagé avec Mayim Bialik, Kaley Cuoco, Simon Helberg, Kunal Nayyar, Jim Parsons et Melissa Rauch.
- 5e cérémonie des Critics' Choice Television Awards 2015 : Meilleur acteur dans une série comique pour The Big Bang Theory (2007-2019) pour le rôle du Dr Leonard Hofstadter.
- 21e cérémonie des Screen Actors Guild Awards 2015 : Meilleure distribution pour une série comique pour The Big Bang Theory (2007-2019) partagé avec Mayim Bialik, Kaley Cuoco, Simon Helberg, Kunal Nayyar, Jim Parsons et Melissa Rauch.
- 22e cérémonie des Screen Actors Guild Awards 2016 : Meilleure distribution pour une série comique pour The Big Bang Theory (2007-2019) partagé avec Mayim Bialik, Kaley Cuoco, Simon Helberg, Kunal Nayyar, Jim Parsons et Melissa Rauch.
- 23e cérémonie des Screen Actors Guild Awards 2017 : Meilleure distribution pour une série comique pour The Big Bang Theory (2007-2019) partagé avec Mayim Bialik, Kaley Cuoco, Simon Helberg, Kunal Nayyar, Jim Parsons et Melissa Rauch.

## Voix françaises
En France
| - Fabrice Josso dans : - La Star de la famille (série télévisée) - Happy Endings - The Big Bang Theory (série télévisée) - Time Out | Et aussi - Vincent Crouzet dans Roseanne (série télévisée) - Alexandre Gillet dans Le meurtrier à ma porte (téléfilm) - Lionel Melet dans Souviens-toi... l'été dernier - Bertrand Liebert dans Sexe et autres complications - Thierry Wermuth dans Le Cercle : Rings - Jérémy Bardeau dans Mes autres vies de chien |